# Вайдхофен-ан-дер-Тайя (округ)
Вайдхофен-ан-дер-Тайя (нем. Bezirk Waidhofen an der Thaya) — округ в Австрии. Центр округа — город Вайдхофен-ан-дер-Тайя. Округ входит в федеральную землю Нижняя Австрия. Занимает площадь 669,14 км². Население 28 197 чел. Плотность населения 42 человек/кв.км.
Официальный код округа AT124.

## Общины
1. Вайдхофен-ан-дер-Тайя
2. Вайдхофен-ан-дер-Тайя-Ланд
3. Вальдкирхен-ан-дер-Тайя
4. Виндигштайг
5. Дитманс
6. Доберсберг
7. Гастерн
8. Гросзигхартс
9. Карлштайн-ан-дер-Тайя
10. Каутцен
11. Лудвайс-Айген
12. Пфаффеншлаг-бай-Вайдхофен-ан-дер-Тайя
13. Рабс-ан-дер-Тайя
14. Тайя
15. Фитис

## Города и общины
1. Дитманс